# Walter Schlüter (Politiker)
Walter Schlüter (* 14. März 1921 in Bremerhaven; † 27. Dezember 1989 in Osterholz-Scharmbeck) war ein deutscher Politiker (SPD) und Mitglied des Niedersächsischen Landtages.

## Leben
Nach dem Ende der Volksschule absolvierte Schlüter auf der SchiffswerftAG Weser eine Ausbildung als Dreher. Im Zweiten Weltkrieg diente er in den Jahren 1940 bis 1945 bei der Kriegsmarine als Soldat. Nach Kriegsende arbeitete er von 1946 bis 1960 als Berufskraftfahrer. Danach wurde er Angestellter in der Verwaltung der Stadt Osterholz-Scharmbeck.
Schlüter trat 1945 in die SPD ein. Er war Ratsmitglied der Stadt Osterholz-Scharmbeck von 1952 bis 1960 und nochmals von 1968 bis 1978. Von 1957 bis 1978 war er zudem Kreistagsmitglied und von 1968 bis 1972 Landrat im Landkreis Osterholz. Er übernahm 1972 den Vorsitz im Verwaltungsrat der Osterholzer Kreissparkasse und wirkte ab 1973 auch als Vorstandsmitglied des Verbandes der Überlandwerke Nord-Hannover.
Ihm wurde das Verdienstkreuz Erster Klasse des Verdienstordens der Bundesrepublik Deutschland überreicht, und er erhielt das Verdienstkreuz Erster Klasse des Niedersächsischen Verdienstordens. 
Vom 6. Juni 1967 bis 20. Juni 1982 war er Mitglied des Niedersächsischen Landtages (6. bis 9. Wahlperiode) und vom 27. Juni 1985 bis 20. Juni 1986 in der 10. Wahlperiode. Vom 28. Juni 1978 bis 20. Juni 1982 war er Schriftführer im Niedersächsischen Landtag. 
Er war verheiratet und hat ein Kind.